# Xã Central, Quận Knox, Nebraska
Xã Central (tiếng Anh: Central Township) là một xã thuộc quận Knox, tiểu bang Nebraska, Hoa Kỳ. Năm 2010, dân số của xã này là 105 người.